# Symphonie no 3 de Scriabine
Le divin Poème
Pour les articles homonymes, voir Symphonie no 3.

Frontispice du "Divin Poème", 1905

La Symphonie en do mineur op. 43 « Le divin Poème » a été écrite par Alexandre Scriabine  entre 1903 et 1904, soit deux ans après sa deuxième symphonie. 
Créée à Paris le 29 mai 1905 par l'Orchestre Colonne sous la direction d'Arthur Nikisch, une partie de l'œuvre fut écrite dans la datcha, été 1903, voisine de celle des parents de Boris Pasternak. 
Boris Pasternak était fasciné par Scriabine :  "J'avais douze ans, je ne comprenais pas la moitié de leurs arguments, mais Scriabine me conquit par la fraîcheur de son esprit. Je l'aimais à la folie".
Elle se compose de trois mouvements attachés les uns aux autres, et son exécution demande environ cinquante minutes. 
1. Lento - Luttes Allegro - attaca
2. Voluptés : Lento - Vivo - attaca
3. Jeu divin : Allegro - Vivo - Allegro

Les mouvements se sont unis par le motif de l’affirmation présenté pour la première fois dans l’introduction brève en mode mineur et d’un caractère sombre.
L'œuvre repose sur un programme censé décrire l'évolution, en trois étapes, de l'âme humaine : lutte libératoire, plaisir et joie de la liberté retrouvée.
Cette idée vraiment nietzschéenne est réalisée dans le cadre d’une forme assez traditionnelle (ressemblant à celle de la Symphonie de César Franck): l’allegro de sonate d’une grande ampleur, le mouvement central habilement orchestré et le finale terminant par une coda triomphale reprenant le motif d’introduction mais en majeur.
Scriabine attachait beaucoup d’importance à cette œuvre, la considérant comme le manifeste de sa doctrine religieuse et philosophique.